# Kostas Martakis
Kostantinos Martakis (gr. Κώστας Μαρτάκης; ur. 25 maja 1984 roku w Atenach) – grecki piosenkarz.

## Życiorys

### Wczesne lata
Urodził się w Atenach jako syn Labrini i Nikosa Martakisów. Ma starszą siostrę Tinę oraz młodszego brata przyrodniego, Nikosa, będącego dzieckiem z drugiego związku jego matki, z którą zamieszkał po rozwodzie rodziców.
Studiował na kierunku technologii komputerowych w American College of Greece, gdzie w wolnym czasie grał w koszykówkę. Zanim zaczął karierę muzyczną, dorabiał jako model.

### Kariera
W 2006 wziął udział w talent show Dream Show emitowanym na kanale Alpha TV, a także podpisał kontrakt płytowy z wytwórnią Sony BMG Greece, która wydała jego debiutancki singiel „Panda mazi”. W kolejnych miesiącach występował z Despiną Vandi i Giorgosem Mazonakisem, jak również z Kelly Kelekidu i Dionisisem Makrisem. W czerwcu 2007 wydał debiutancki album studyjny pt. Anatropi. Również w 2007 odebrał nagrodę dla najlepszego nowego artysty na gali rozdania MAD Video Music Awards, a także zajął drugie miejsce w międzynarodowym konkursie Nowa fala w Jurmale, gdzie dodatkowo zwyciężył w głosowaniu publiczności.

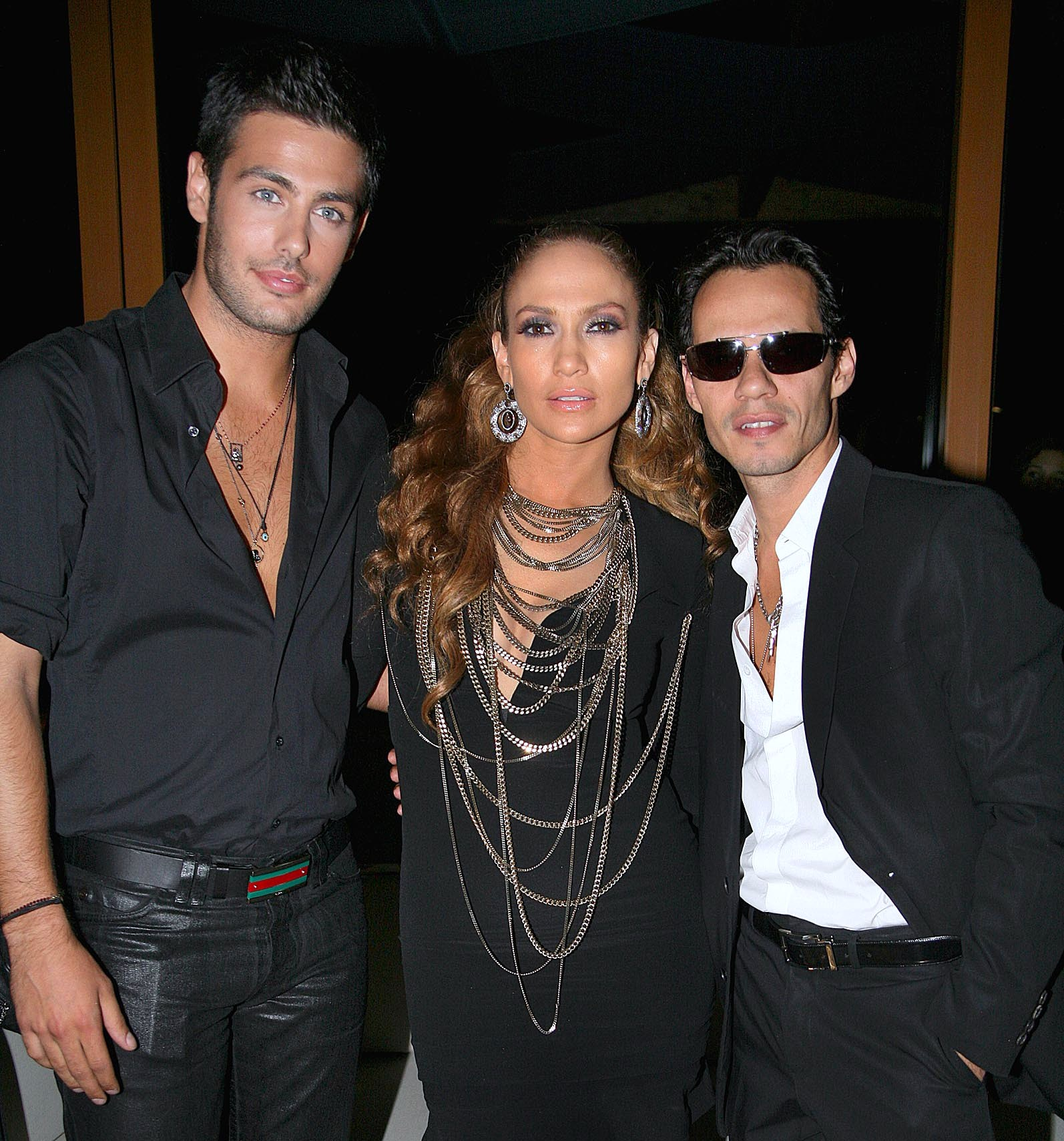
Kostas Martakis, Jennifer Lopez i Marc Anthony, 2008

W 2008 zajął drugie miejsce z utworem „Always and Forever” w greckich eliminacjach do 53. Konkursu Piosenki Eurowizji. Pod koniec roku wydał rosyjskojęzyczną wersję piosenki – „S toboj nawieki”, która została umieszczona na playliście amerykańskiej marki Abercrombie & Fitch. Niedługo później wraz z Shayą wydali „Mikroi teoi”, greckojęzyczną wersję piosenki „Right Here, Right Now” ze ścieżki dźwiękowej do filmu High School Musical 3: Senior Year. Jeszcze w 2008 wydał singiel „Fila me”, nagrany z Dianą Diez. Jesienią występował jako support przed koncertem Jennifer Lopez w Atenach oraz znalazł się w rankingu „25 najseksowniejszych mężczyzn na świecie” według magazynu E!.
W marcu 2009 podpisał kontrakt płytowy z wytwórnią Universal Music Greece, pod której szyldem wydał w czerwcu singiel „Pio konta”, skomponowany przez duet Holter & Erixson. 12 listopada wydał drugi album studyjny pt. Pio konta, który odebrał certyfikat platynowej płyty za wysoką sprzedaż w Grecji. Wiosną 2011 wraz z Marią Antimisari zajął drugie miejsce w finale drugiej edycji programu Dancing with the Stars. W marcu wyjechał do Moskwy, gdzie nagrał utwór „Sex Indigo” w duecie z Dianą Diez. Piosenkę nagrał jeszcze w języku greckm („Wres ton tropo”) i hiszpańskim. W grudniu wydał trzeci album studyjny pt. Entasi, na którym umieścił single „Os ta hristugenna”, „Agries diatesis”, „Sex Indigo”, „I agkalia mu”, „Entasi” i „S’ eho anagi, s’ agapo”.
8 lutego 2012 wystąpił gościnnie na gali The MadWalk. 16 lutego zadebiutował na deskach teatru w musicalu Rent wystawianym w teatrze Veaki. W 2013 zajął piąte miejsce w pierwszej greckiej edycji programu Your Face Sounds Familiar. 23 grudnia wydał czwarty album studyjny pt. An kapu kapote, który promował singlami „Mu pires kati”, „Tatuaz”, „Ta kalokairina ta s’ agapo”, „Paradise”, „Matimatika” i „An kapu kapote”.
Wiosną 2014 wziął udział z utworem „Kanenas den me stamata” w programie Eurosong 2014 – a MAD show, wyłaniającym reprezentanta Grecji w 59. Konkursie Piosenki Eurowizji. 11 marca wystąpił w finale selekcji i zajął w nich drugie miejsce, zdobywszy 28,09% głosów. Pod koniec maja 2014 wydał singiel „Ta kalitera”, który nagrał w duecie z Midenistisem. Pod koniec marca 2016 wydał piąty album studyjny pt. Sinora, który promował singlami „Oute ikseres”, „Pes to nai”, „Ego ta figo”, „Panta ta zeis” i „Sinora”.

## Dyskografia
Albumy studyjne
- Anatropi (2007)
- Pio konta (2009)
- Entasi (2011)
- An kapu kapote (2013)
- Sinora (2016)